# Emma Lazarus
Emma Lazarus (Nova Iorque, 22 de julho de 1849 — Nova Iorque, 19 de novembro de 1887) foi uma poetisa estadunidense.
Ela é mais conhecida por escrever The New Colossus ("O Novo Colosso"), um soneto escrito em 1883, que foi gravado em 1912 numa placa de bronze no pedestal da Estátua da Liberdade. O soneto foi solicitado por William Maxwell Evarts como uma doação para um leilão realizado pela Art Loan Fund Exhibition in Aid of the Bartholdi Pedestal Fund for the Statue of Liberty para angariar fundos para construir o pedestal.

## Biografia
Lazarus foi a quarta de sete filhos de Moses Lazarus e Esther Nathan. Descende dos judeus sefaraditas portugueses egressos do Recife quando da Insurreição Pernambucana (expulsão dos holandeses do Brasil), cujas famílias se estabeleceram em Nova Iorque. É relacionada através de sua mãe a Benjamin Cardozo, um notável e influente juiz do Supremo Tribunal dos Estados Unidos. Desde a infância, ela estudava literatura estadunidense e europeia, como também várias línguas, incluindo o alemão, francês e italiano. Suas escritas atraíram a atenção de Ralph Waldo Emerson, que se correspondia com ela até a sua morte.
Lazarus está enterrada no cemitério Beth-Olom em Brooklyn.

## Carreira literária
Ela escreveu seus próprios poemas originais e editou várias adaptações de poemas alemães e italianos, notavelmente aqueles de Johann Wolfgang von Goethe e Heinrich Heine. Ela também escreveu um romance e duas peças teatrais.

O Novo Colosso

Não como o gigante bronzeado de grega fama, 

Com pernas abertas e conquistadoras a abarcar a terra 

Aqui nos nossos portões banhados pelo mar e dourados pelo sol, se erguerá 

Uma mulher poderosa, com uma tocha cuja chama 

É o relâmpago aprisionado e seu nome 

Mãe dos Exílios. Do farol de sua mão 

Brilha um acolhedor abraço universal; Os seus suaves olhos 

Comandam o porto unido por pontes que enquadram cidades gémeas. 

"Mantenham antigas terras sua pompa histórica!" grita ela 

Com lábios silenciosos "Dai-me os seus fatigados, os seus pobres, 

As suas massas encurraladas ansiosas por respirar liberdade 

O miserável refugo das suas costas apinhadas. 

Mandai-me os sem abrigo, os arremessados pelas tempestades, 

Pois eu ergo o meu farol junto ao portal dourado."

Emma Lazarus, 1883
Lazarus manteve um judaísmo latente que foi despertado ainda mais depois de ler o romance de George Eliot, Daniel Deronda, e que foi depois fortalecido pelos pogroms na Rússia durante a década de 1880. Isso levou Lazarus a escrever artigos no assunto e a começar a traduzir as obras de poetas judeus para o inglês. Quando  judeus asquenazitas, que foram expulsos em grande número da Zona de Assentamento russa, começaram a aparecer em multidões empobrecidas em Nova Iorque no inverno de 1882, Lazarus se interessou ativamente em providenciar educação técnica para fazê-los autônomo.
Ela viajou duas vezes à Europa, primeiro em maio de 1885 depois da morte de seu pai em março e novamente em setembro de 1887. Ela retornou à Nova Iorque muito doente depois de sua segunda viagem e morreu dois meses depois em 19 de novembro de 1887, provavelmente por cause de linfoma de Hodgkin.
Emma Lazarus é conhecida como a precursora do movimento sionista. De fato, ela argumentou para a criação de um estado judeu treze anos antes que Theodor Herzl começou a usar o termo  Sionismo.

## Publicações selecionadas
- Lazarus, Emma (1888). "The Poems of Emma Lazarus". [S.l.]: Houghton, Mifflin and Company. Emma Lazarus.
- "In the Jewish Synagogue at Newport"
- "In Exile"
- "Progress and Poverty"
- "The New Colossus"
- "By the Waters of Babylon"
- "1492"
- "The New Year"
- "The South"
- "Venus of the Louvre"